# Steve Little
Steve Little es un actor, comediante y escritor estadounidense, mejor conocido por sus papeles en los programas Camp Lazlo, Las maravillosas desventuras de Flapjack, Eastbound &amp; Down, Adventure Time, The Grinder y Haters Back Off. También solía coprotagonizar la serie de Adult Swim Neon Joe, Werewolf Hunter.

## Carrera
Little fue miembro de The Groundlings, una compañía de comedia de improvisación y sketches con sede en Los Ángeles. El veterano animador Joe Murray se encontró con Little y le preguntó si estaba interesado en ser actor de voz y decidió que Little encajaba con los personajes Chip y Skip en Camp Lazlo.
Después de un período trabajando como escritor y actor, protagonizó la película de Todd Rohal de 2011, The Catechism Cataclysm. Little además escribió y protagonizó un piloto de Nickelodeon llamado Cosmic Signals. También ha prestado su voz a personajes como Dr. Barber y Lolly Poopdeck en Las maravillosas desventuras de Flapjack, así como a The Duke of Nuts, Turtle Princess, Abracadaniel y Peppermint Butler en la serie de Cartoon Network Adventure Time.
Little interpretó al personaje recurrente Stevie Janowski, un profesor de banda de secundaria que idolatraba y servía como asistente personal del personaje principal, Kenny Powers, en la serie de HBO Eastbound &amp; Down. No conocía a Danny McBride ni a los showrunners antes de la audición para el papel, pero el ambiente familiar era muy acogedor. Tras ser elegido, Little basó algunos gestos y emociones de Stevie en personas con las que fue al instituto.
Después de Eastbound & Down, apareció en series como 30 Rock y The Office, y Romantic Encounters.
Little coprotagonizó dos de las películas surrealistas de Quentin Dupieux, Wrong y Wrong Cops. En 2014, protagonizó el cortometraje Rat Pack Rat, que ganó el premio del jurado en el Festival de Cine de Sundance de 2014. En 2015, interpretó a Cleve Menu en el programa de Adult Swim Neon Joe, Werewolf Hunter.
De 2016 a 2017, actuó en la serie de Netflix Haters Back Off como el tío de Miranda Sings, Jim, junto a Colleen Ballinger y Angela Kinsey. Durante ese mismo año interpretó al personaje de George en la película de comedia de terror Another Evil.

## Filmografía parcial
| Año       | Título                                   | Papel                                                                             |
| --------- | ---------------------------------------- | --------------------------------------------------------------------------------- |
| 2005-08   | Camp Lazlo                               | Chip y Skip                                                                       |
| 2007      | How I Met Your Mother                    | Examinado                                                                         |
| 2008-2010 | Las maravillosas desventuras de Flapjack | Dr. Barber/Lolly Poopdeck/voces adicionales                                       |
| 2010      | Uncle Grandpa                            | Kev (episodio piloto)                                                             |
| 2010-18   | Adventure Time                           | The Duke of Nuts/Abracadaniel/Turtle Princess/Peppermint Butler/voces adicionales |
| 2011-12   | Secret Mountain Fort Awesome             | Voces adicionales                                                                 |
| 2013      | Mars Safari                              | Bullgoose                                                                         |
| 2015-2020 | Mike Tyson Mysteries                     | Alex Schmidt/Miles Kleffman/Murray/voces adicionales                              |
| 2015-19   | Star vs. the Forces of Evil              | Araña con sombrero de copa                                                        |
| 2015      | Jammers                                  | Danny                                                                             |
| 2016      | Regular Show                             | Spacey McSpaceTree                                                                |
| 2018-2024 | Blaze and the Monster Machines           | Primo Ben                                                                         |
| 2019      | La vida moderna de Rocko: Cambio de chip | Vaquero/Nineman/Trabajador de la construcción/Buey/Gusano B                       |
| 2020      | The Midnight Gospel                      | Capitán Bryce                                                                     |
| 2021      | Adventure Time: Distant Lands            | Peppermint Butler                                                                 |